# 蔡誌
蔡誌（1430年—？），字克存，順天府大興縣籍，浙江錢塘縣人，明朝政治人物。進士出身。

## 生平
景泰七年（1456年）丙子科順天府鄉試第三十八名。天順元年（1457年）聯捷丁丑科會試第一百九十三名，殿試登進士第二甲第七十八名。

## 家族
曾祖父蔡景仁。祖父蔡亮。父亲蔡潤。